# کامندادور لوی گاسپاریان
کامندادور لوی گاسپاریان (به پرتغالی: Comendador Levy Gasparian) یک منطقهٔ مسکونی در برزیل است که در ریو دو ژانیرو واقع شده‌است. کامندادور لوی گاسپاریان ۱۰۷٫۲۶۶ کیلومتر مربع مساحت و ۸٬۵۷۶ نفر جمعیت دارد و ۳۵۵ متر بالاتر از سطح دریا واقع شده‌است.